# 松原照子
松原 照子（まつばら てるこ、1946年10月15日 - ）は、経営コンサルタント。兵庫県神戸市生まれ。

## 著作
- 『宇宙からの大予言 : 迫り来る今世紀最大の恐怖にそなえよ』現代書林 1987
- 『幸せを導く未来の暦』宝島社 2011、宝島SUGOI文庫 2012
- 『幸福への近道』主婦と生活社 2011
- 『幸福への世見』主婦と生活社 2012
- 『今日という日は一度だけ』宝島社 2012
- 『「不思議な世界の力」を借りて、幸せになる』東邦出版 2013
- 『あなたの心が奇跡を起こす : 幸せを引き寄せる68の言葉』PHP研究所 2013
- 『「不思議な世界の方々」から教わった予知能力を高める法』東邦出版 2014